# Jon Lovitz
Jonathan Michael „Jon” Lovitz (ur. 21 lipca 1957 w Tarzanie) – amerykański aktor i komik.

## Życiorys
Urodził się w Tarzanie w Kalifornii jako syn Barbary (Abraham) i Harolda Lovitzów. Jego rodzina była pochodzenia żydowskiego i wyemigrowała z Rumunii, Węgier i Rosji. Studiował aktorstwo na University of California, który ukończył w 1979. 
W latach 1985–1990 występował w programie Saturday Night Live. Już wkrótce oferowano mu kontrakty w granicach 500 tys. dolarów za rolę. Był nominowany do Emmy w ciągu dwóch pierwszych lat występowania w Saturday Night Live.
Udzielał również głosu postaciom rysunkowym. Często występował gościnnie w filmach i serialach, takich jak Przyjaciele, Kroniki Seinfelda, Świat według Bundych, Rozpalić Cleveland czy Dwóch i pół.
8 listopada 2007 otworzył własny klub komediowy „The Jon Lovitz Comedy Club at Aubergine” w San Diego.

## Filmografia
- 2014: Neutron Zombies jako Melvin
- 2014: Coffee Shop jako Jack
- 2013: Joe King: King of Cars jako Joe King
- 2013: Bula Quo! jako Wilson
- 2013: Jeszcze większe dzieci (Grown Ups 2) jako Woźny na zajęciach fittnes
- 2012: Sharkproof jako Max
- 2012: Jewtopia jako Dennis Lipschitz
- 2012: Hotel Transylwania jako Quasimodo (głos)
- 2011: Jess i chłopaki (New girl) jako Rabbi Feiglin
- 2011: Rozpalić Cleveland (Hot in Cleveland) jako Artie
- 2010: W krainie pieniądza (Casino Jack) jako Adam Kidan
- 2009: Secrets of Life jako Jon
- 2008: Looking for Lenny jako on sam
- 2007: Nigdy nie będę twoja (I Could Never Be Your Woman) jako Nathan
- 2006: Koniec świata (Southland Tales) jako Bart Bookman
- 2006: Grzanie ławy (The Benchwarmers) jako Mel
- 2005: Producenci (The Producers) jako Pan Marks
- 2004: Żony ze Stepford (The Stepford Wives) jako Dave Markowitz
- 2003: Dickie Roberts: Kiedyś gwiazda (Dickie Roberts: Former Child Star) jako Sidney
- 2003: Dwóch i pół (Two and a Half Men) jako Archie
- 2001: Hitting the Wall jako Paul DeCrosta
- 2001: Dobre rady (Good Advice) jako Barry Sherman
- 2001: Wyścig szczurów (Rat Race) jako Randy Pear
- 2001: 3000 mil do Graceland (3000 Miles to Graceland) jako Jay Peterson
- 2000: Piasek (Sand) jako Kirby
- 2000: Drobne cwaniaczki (Small Time Crooks) jako Benny
- 2000: Mały Nicky (Little Nicky) jako Podglądacz
- 1999: Zagubione znalezione (Lost & Found) jako Wujek Harry Epstein
- 1998: Happiness jako Andy Kornbluth
- 1998: Od wesela do wesela (The Wedding singer)
- 1997-2003: Ja się zastrzelę! (Just Shoot Me!) jako Roland Devereaux
- 1996: Wielka biała pięść (The Great White Hype) jako Sol
- 1996: Zagniewani młodociani (High School High) jako Richard Clark
- 1994: Małolat (North) jako Arthur Belt
- 1994: Złoto dla naiwnych II (City Slickers II: The Legend of Curly's Gold) jako Glen Robbins
- 1994: Zagubieni w raju (Trapped in Paradise) jako Dave Firpo
- 1994-2004: Przyjaciele (Friends) jako Steve
- 1993: W krzywym zwierciadle: Strzelając śmiechem (Loaded Weapon 1) jako Tim Beckard
- 1992: Mama i tata ocalają świat (Mom and Dad Save the World) jako Imperator Todd Spengo
- 1992: Ich własna liga (A League of Their Own) jako Ernie Capadino
- 1990-1998: Kroniki Seinfelda (Seinfeld) jako Gary Fogel
- 1990: Pan Przeznaczenie (Mr. Destiny) jako Clip Metzler
- 1988: Moja macocha jest kosmitką (My Stepmother Is an Alien) jako Ron Mills
- 1988: Duży (Big) jako Scott Brenner
- 1987-1997: Świat według Bundych (Married... with Children) jako Jeff Littlehead
- 1986: Hamburger... opowieść filmowa (Hamburger... The Motion Picture) jako Pracownik ochrony
- 1986: Jumpin’ Jack Flash jako Doug
- 1986: Trzej Amigos (¡Three Amigos!) jako Morty
- 1986: Ostatni kurort (Last Resort) jako Barman